# Base aérea de Kenley

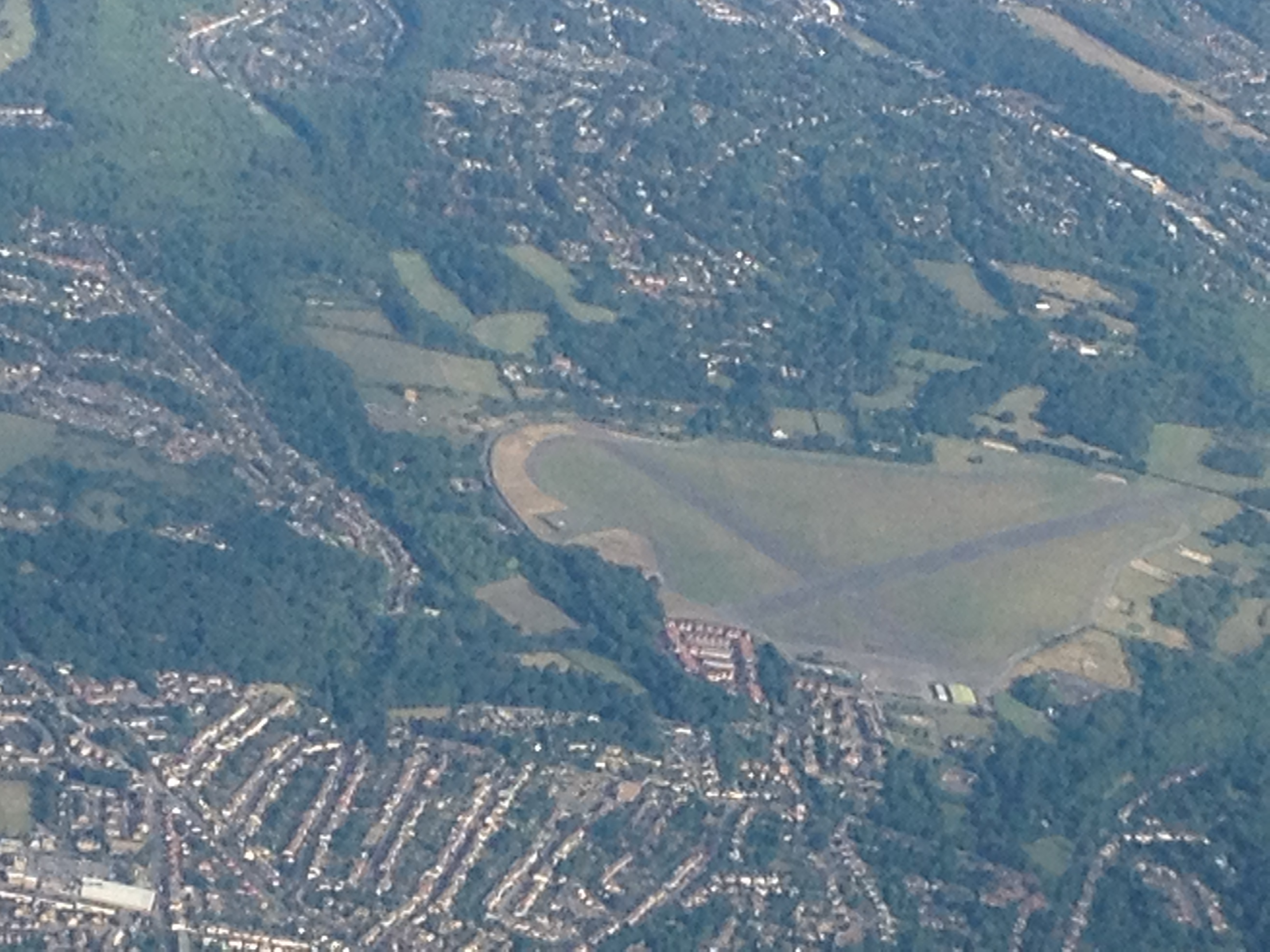
Vista aérea do aeródromo de Kenley

A Base aérea de Kenley, oficialmente conhecida por RAF Kenley (actualmente conhecida como Aeródromo de Kenley) foi uma base aérea do Royal Flying Corps durante a Primeira Guerra Mundial e da Real Força Aérea durante a Segunda Guerra Mundial. Está localizada perto de Kenley, em Surrey, Inglaterra.